# Beni Hassan
Le site de Beni Hassan, à 18 kilomètres au sud de Al-Minya, réunit sur la rive droite du Nil un ensemble de sépultures princières datant du Moyen Empire.
Parmi ces trente-neuf hypogées de l'immense nécropole creusées dans la falaise, douze présentent des décorations murales d'un grand intérêt qui évoquent des thèmes empruntés à la vie agricole et à l'artisanat. Ces décors, typiques du Moyen Empire, sont particulièrement remarquables dans le tombeau de Khnoumhotep II, nomarque de la XIIe dynastie ; on y observe ainsi une caravane d'Asiatiques, une récolte de figues et une chasse aux canards.
Au sud du cimetière se trouve un temple construit par Hatchepsout et Thoutmôsis III, dédié à la déesse locale Pachet. Il est connu sous le nom de grotte d'Artémis car les Grecs identifiaient par syncrétisme Pakhet avec Artémis et le temple est souterrain.

## Le cimetière

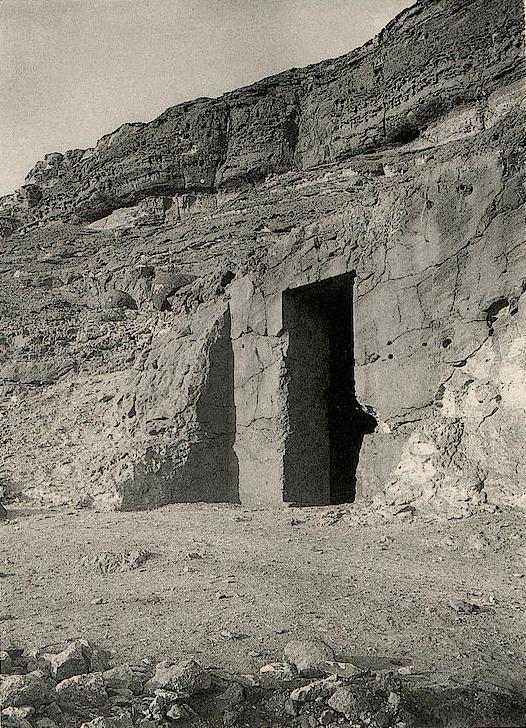
Entrée de la tombe de Khnoumhotep Ier (tombe 14, c. 1890)

Les gouverneurs provinciaux du Moyen Empire ont été enterrés de manière continue dans des tombes décorées de pierres taillées dans leurs cimetières locaux, comme c'était déjà le cas lors de la Première Période intermédiaire, sur des sites tels que celui de Beni Hassan. Il existe des preuves d'une réorganisation du système de gouvernement pendant la XIIe dynastie : durant la première période intermédiaire et pendant une partie de la période du Moyen Empire, il était courant que la fonction de nomarque (quelqu'un qui supervise / contrôle une zone spécifiée par le gouvernement) soit héréditaire ; l'élite ne dépendait pas du roi pour légitimer son pouvoir autant que dans l'Ancien Empire. Au cours de la XIIe dynastie, le pouvoir des nomarques commença à être restreint et les gouverneurs provinciaux furent nommés ou au moins confirmés par le roi.
On trouve ici trente-neuf tombes antiques de nomarques du nome de l'Oryx du Moyen Empire (soit du XXIe au XIXe siècle av. J.-C.), qui gouvernaient depuis Hebenou. En raison de la qualité et de la distance des falaises à l'ouest, ces tombes furent construites sur la rive est. Il existe une distribution spatiale nette dans ce cimetière (il y a deux cimetières ici : la haute et la basse nécropole) associés aux différents niveaux de ressources disponibles pour le défunt. Les personnes les plus importantes ont ainsi été enterrées près du sommet de la falaise tandis que dans le cimetière inférieur se trouvent 888 tombes en forme de puits, datant du Moyen Empire, qui ont été étudiées par John Garstang. Pour la plupart, ces tombes partageaient une conception générale semblable qui comprenait une petite chambre ou un renfoncement au pied du puits (orienté vers le sud) pour recevoir le cercueil et les dépôts funéraires.

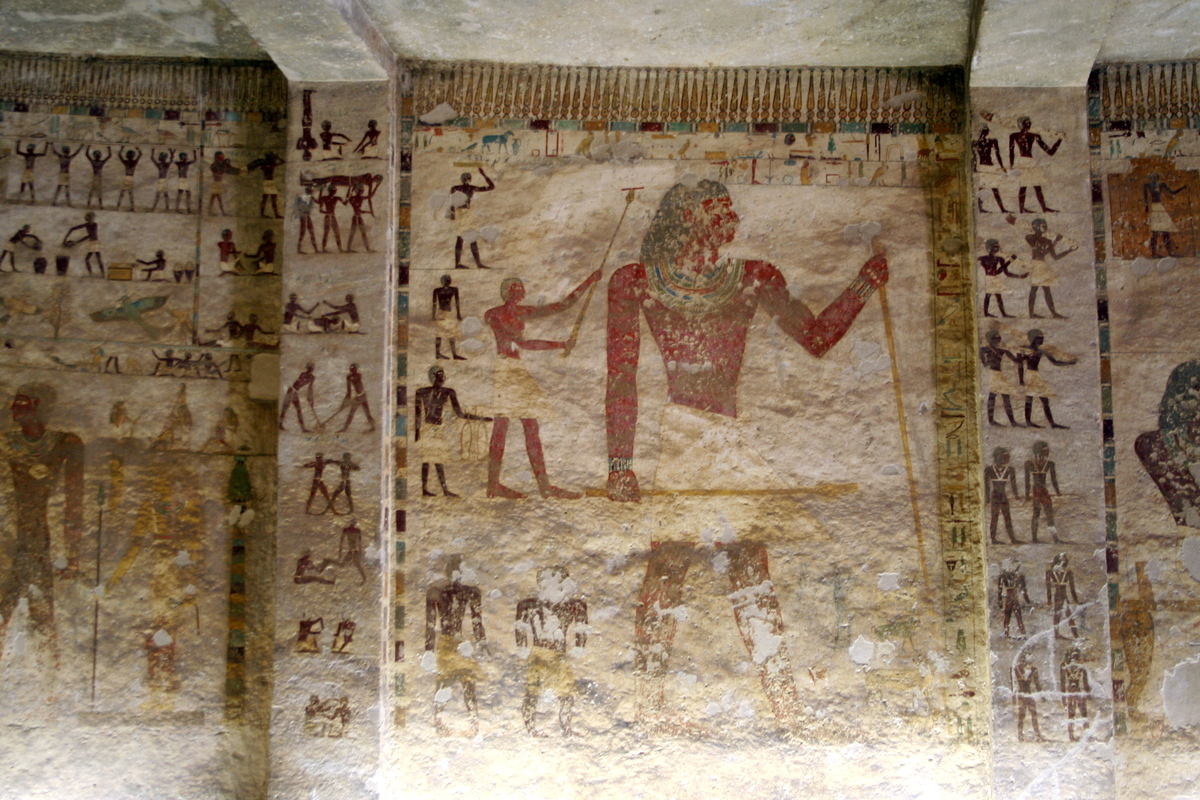
Représentation de Khety dans sa tombe (tombe 17)

Dans le cimetière supérieur, les membres de la classe appartenant à l'élite ont construit des tombes impressionnantes pour représenter leurs positions sociales et politiques en tant que dirigeants et officiels du nome de l'Oryx, le 16e nome de la Haute-Égypte. Sur ce site, la haute élite provinciale a ainsi été enterrée dans de grandes tombes richement décorées et sculptées dans les falaises de calcaire près de la capitale provinciale, dans la partie supérieure du cimetière. Ces tombes sont alignées sur un axe nord-sud. Il existe une légère cassure dans la terrasse rocheuse naturelle, sur laquelle ils s'ouvrent, qui divise les trente-neuf tombes à statut élevé en deux groupes. La conception de base de ces tombes de l'élite était une cour extérieure et une pièce creusée dans la roche (parfois appelée la chapelle) dans laquelle il y avait un puits qui menait à la chambre d'enterrement.
Certaines des plus grandes tombes possèdent des inscriptions biographiques et ont été peintes avec des scènes de la vie quotidienne et des scènes de guerre. Elles sont célèbres pour la qualité de leurs peintures. De nos jours, beaucoup de ces scènes sont en mauvais état, même si au XIXe siècle des copies ont été faites de plusieurs d'entre elles.

## Explorations

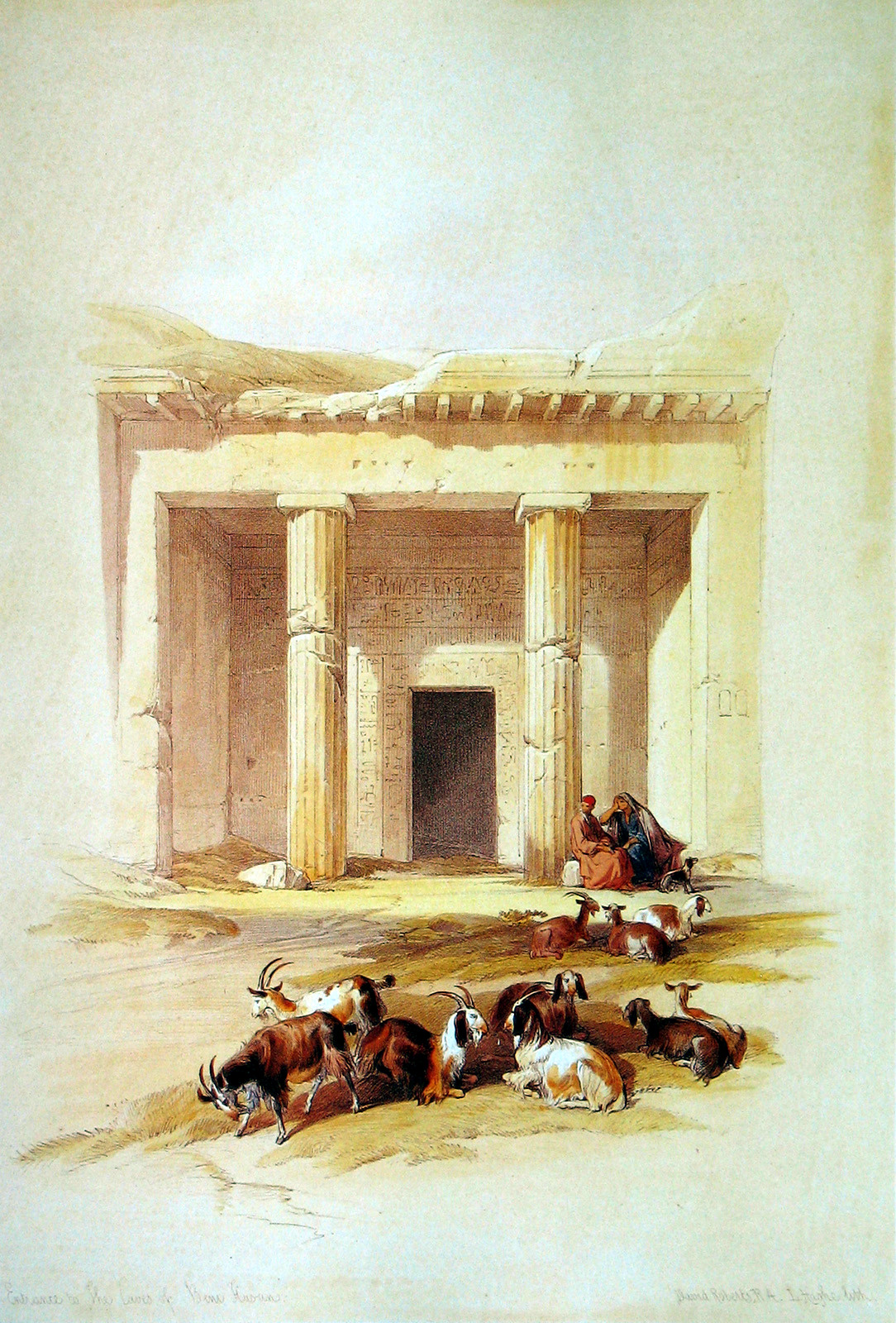
Entrée d'une tombe à Beni Hassan, David Roberts, 1838

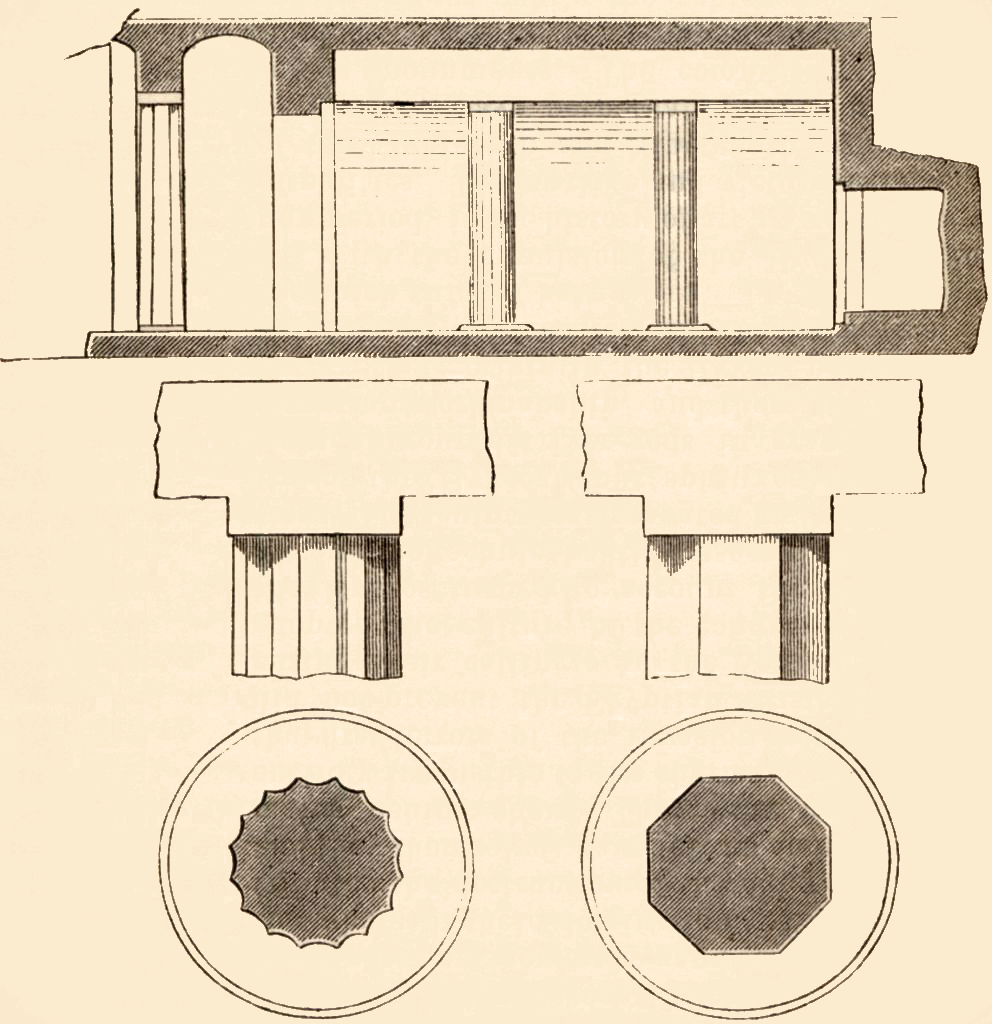
Coupe d'une tombe à Beni Hassan, 1885

Le site a été d'abord exploré par Edme François Jomard en 1798, membre de l’expédition française en Égypte de 1798, exploration plus tard documentée dans Monuments de l'Égypte et de la Nubie de l'expédition franco-toscane de 1828.
Il fut plus tard également exploré par l'archéologue allemand Karl Richard Lepsius lors de l'expédition scientifique allemande de 1842-1845 qui l'inclue dans ses Monuments d'Égypte et d'Éthiopie.
Le peintre britannique David Roberts fut le premier Anglais a visiter le site au cours de son grand voyage en Terre Sainte et en Égypte, ses aquarelles représentant certaines tombes de Beni Hassan.
Cependant, ce n'est seulement qu'en 1890 que la nécropole fut pour la première fois systématiquement explorée par les archéologues Newberry et Carter.

## Sépultures remarquables
Quatre tombes sont accessibles au public. Les tombes les plus remarquables sont :

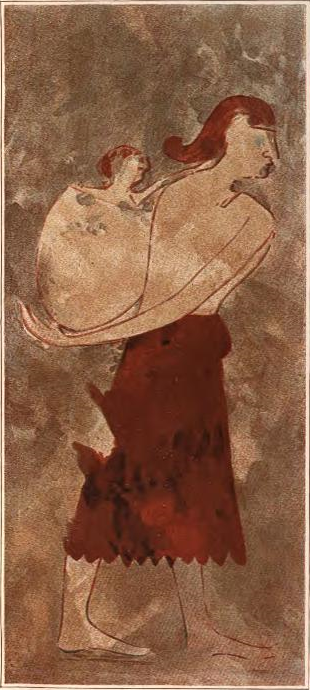
Une femme libyenne ou koushite avec son bébé, dans la tombe 14.

- Tombe BH2 — Amenemhat, connu sous le nom d'Ameny, nomarque sous le pharaon Sésostris Ier (accessible).
- Tombe BH3 — Khnoumhotep II, remarquable pour ses peintures de caravanes de marchands sémites (accessible).
- Tombe BH4 — Khnoumhotep, nomarque à la fin de la XIIe dynastie (fermée).
- Tombe BH13 — Khnoumhotep, scribe royal durant la XIIe dynastie (fermée).
- Tombe BH14 — Khnoumhotep Ier, nomarque sous Amenemhat Ier (fermée).
- Tombe BH15 — Baqet III, remarquable pour ses peintures de techniques de lutte (accessible).
- Tombe BH17 — Khety, nomarque sous la XIe dynastie, fils de Baqet ; remarquable pour ses peintures de ce qui pourrait être des jeux de ballon (accessible) .
- Tombe BH21 — Nakhti, nomarque pendant la XIIe dynastie (fermée).
- Tombe BH23 — Netjernakht, « superviseur du désert Arabique » pendant la XIIe dynastie (fermée).
- Tombe BH27 — Ramouchenty, nomarque sous la XIe dynastie (fermée).

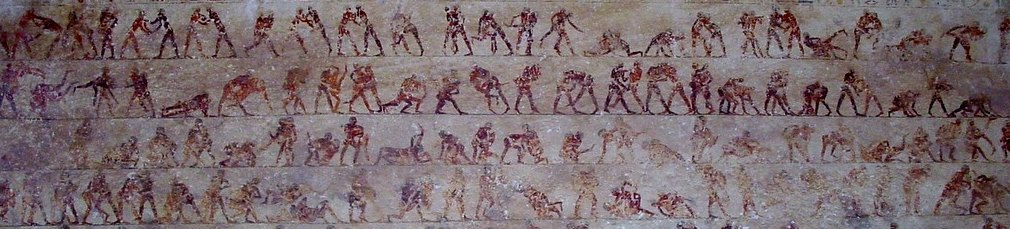
Détail des scènes de luttes dans la tombe BH15.

- Tombe BH29 — Baqet Ier, nomarque sous la XIe dynastie (fermée).
- Tombe BH33 — Baqet II, nomarque sous la XIe dynastie (fermée).